# 锦葵
锦葵（学名：Malva cathayensis）是锦葵科锦葵属的植物，也叫华锦葵。

## 形态
二年生草本。圆形或肾形叶子，5-7浅裂，有圆锯齿；初夏开出美丽的花，花簇生于叶腋，淡紫色花冠，有紫脉。

## 分布
分布在印度、台湾岛以及中国大陆的新疆、辽宁、内蒙古等地，生长于海拔500米至2,800米的地区，多生长在荒地、田边、路边、山坡、逸生、山坡顶路边向阳地、山顶路边向阳地或宅边。

## 别名
荆葵（陆玑诗疏），钱葵（草花谱），小钱花（江苏），金钱紫花葵（图考引研经堂葵考），小白淑气花（滇南本草），淑（俗）气花（云南），棋盘花（四川）

## 延伸阅读
[在维基数据编辑]
 《植物名實圖考·錦葵》，出自吳其濬《植物名實圖考》

## 外部連結
- 錦葵 Jinkui （页面存档备份，存于） 藥用植物圖像資料庫 (香港浸會大學中醫藥學院) （繁體中文）（英文）